# リック・ジェイソン
リック・ジェイソン（Rick Jason,1923年5月21日 - 2000年10月16日、本名：リチャード・ジェイコブソン）は、アメリカ合衆国ニューヨーク州ニューヨーク市出身の俳優。

## 経歴
マンハッタンの高校を卒業するまでに幾度かの退学を経験。卒業後は銀行家の父の影響でウォール街の証券会社に勤務するが、第2次世界大戦中の1943年から1945年まではアメリカの陸軍に入隊し、陸軍航空隊（現在の空軍）の士官候補生となった。復員後、再び証券会社に勤務する傍ら、GI法（復員兵援護法）の適用でアメリカ演劇アカデミーに入る。2年の研修の後、ブロードウェイの「Now I Lay me Down to Sleep」というミュージカルに配役され、ここでシアター・ワールド賞を獲得したことがきっかけで映画俳優への道を歩み始める。
1953年『君知るや南の国』（原題「Sombrero」）で映画デビュー。その後、何本かの映画に出演する一方、テレビドラマの世界にも進出。1960年に『危険を買う男ロビン・スコット』（原題「The Case of the Dangerous Robin」）でドラマ初主演を務めた。
そして、2年後の1962年に2作目のドラマ主演となる『コンバット!』（原題「Combat!」）のギル・ヘンリー少尉役に起用され、サンダース軍曹役のヴィック・モローと共にドラマの中心を担った。『コンバット!』が第2次世界大戦を扱ったテレビドラマとしては最も長く人気を保ったこともあり、ジェイソンの代表作となっている。
『コンバット!』が日本でも放映されたことから日本でもジェイソンの名は認知された。人気の面では泥臭いキャラクターが共感を呼んだモローに一歩譲った感はあるが、それでもモローとは対照的なスマートなキャラクターで高い人気を誇った。1968年に『鉄砲伝来記』（主演）、1977年には邦画『人間の証明』1983年『小説吉田学校』に出演している。
また、1970年にはイスラエルで製作された『特攻決戦隊』（原題「Eagles Attack at Dawn」）にも出演している。
『コンバット!』の終了後は舞台やテレビドラマを中心に活躍。ナレーターもこなした。
トヨタ・セリカXX(初代)の日本国内のCMキャラクターとしてTVコマーシャルに出演したことがある。
私生活では結婚・離婚を繰り返し長く独身だったが、5人目の妻シンディと結婚後はようやく家庭も安定した。
2000年にラスヴェガスで行われた『コンバット!』の再会の集いに他のキャストと共に姿を見せたが、すでに末期癌に蝕まれていたジェイソンが公の場に出たのはそれが最後だった。
2000年10月16日、拳銃自殺した。77歳。遺体は荼毘に付され、ハリウッド・フォーエヴァー墓地に埋葬された。